# Tirtakencana
Tirtakencana is een bestuurslaag in het regentschap Tebo van de provincie Jambi, Indonesië. Tirtakencana telt 6523 inwoners (volkstelling 2010).